# Halowe Mistrzostwa Europy w Lekkoatletyce 1974 – pchnięcie kulą mężczyzn
Pchnięcie kulą mężczyzn – jedna z konkurencji technicznych rozgrywanych podczas halowych lekkoatletycznych mistrzostw Europy w hali Scandinavium w Göteborgu. Rozegrano od razu finał 10 marca 1974. Zwyciężył reprezentant Wielkiej Brytanii Geoff Capes. Tytułu zdobytego na poprzednich mistrzostwach nie obronił Jaroslav Brabec z Czechosłowacji, który tym razem wywalczył brązowy medal. Podczas konkursu najpierw Heinz-Joachim Rothenburg z NRD ustanowił nieoficjalny halowy rekord Europy wynikiem 20,87 m, a potem Geoff Capes poprawił ten wynik pchając kulę na odległość 20,95 m. 

## Rezultaty
Rozegrano od razu finał, w którym wzięło udział 11 miotaczy.

Opracowano na podstawie materiału źródłowego.
| Poz. | Zawodnik                 | Reprezentacja   | Próby | Próby | Próby | Próby | Próby | Próby | Wynik | Uwagi |
| Poz. | Zawodnik                 | Reprezentacja   | 1     | 2     | 3     | 4     | 5     | 6     | Wynik | Uwagi |
| ---- | ------------------------ | --------------- | ----- | ----- | ----- | ----- | ----- | ----- | ----- | ----- |
| 01 ! | Geoff Capes              | Wielka Brytania | 20,95 | 20,90 | 20,53 | 20,49 | x     | 20,77 | 20,95 | AR    |
| 02 ! | Heinz-Joachim Rothenburg | NRD             | 20,87 | 20,75 | 20,30 | 20,08 | x     | x     | 20,87 | NR    |
| 03 ! | Jaroslav Brabec          | Czechosłowacja  | 18,06 | 18,95 | 19,56 | 19,79 | 19,87 | x     | 19,87 |       |
| 4.   | Wyłczo Stoew             | Bułgaria        | 19,49 | 19,35 | 18,85 | 19,40 | 19,82 | 19,85 | 19,85 |       |
| 5.   | Anatolij Jarosz          | ZSRR            | 18,99 | x     | 19,64 | x     | 19,69 | 19,21 | 19,69 |       |
| 6.   | Jaromír Vlk              | Czechosłowacja  | x     | 19,09 | 19,65 | 19,28 | 19,52 | x     | 19,65 |       |
| 7.   | Mike Winch               | Wielka Brytania | 18,51 | 18,50 | 19,01 | 19,20 | 18,80 | x     | 19,20 |       |
| 8.   | Ferdinand Schladen       | RFN             | 18,84 | 18,45 | 18,68 | 18,31 | 18,35 | 18,18 | 18,84 |       |
| 9.   | Ole Lindskjøld           | Dania           |       |       |       |       |       |       | 18,41 |       |
| 10.  | Nikoła Christow          | Bułgaria        |       |       |       |       |       |       | 18,25 |       |
| 11.  | Hans Almström            | Szwecja         |       |       |       |       |       |       | 17,94 |       |